# Żertwa

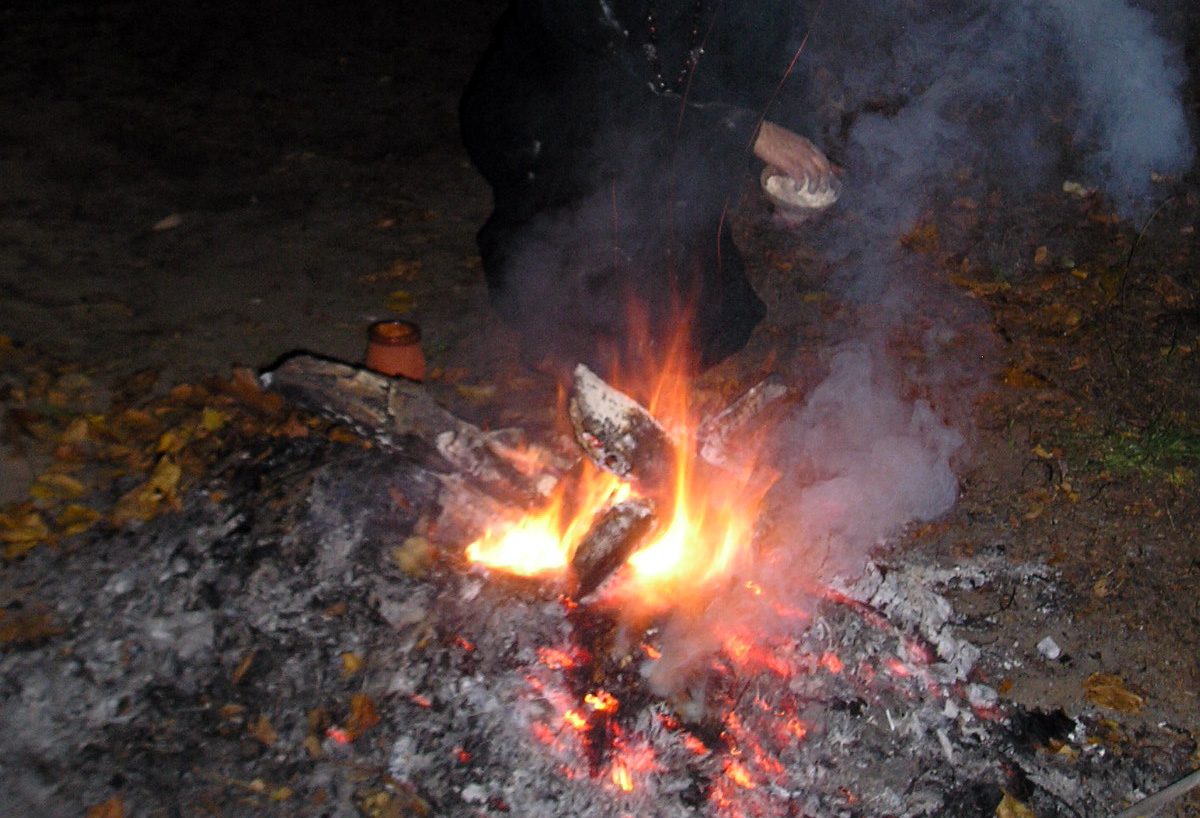
Złożenie żertwy w trakcie święta Dziadów – RKP (2008)

Żertwa – u dawnych Słowian ofiara całopalna, ze zwierząt oraz ludzi, składana na cześć bóstwa przez żercę. Termin ten, funkcjonujący u Słowian południowych i wschodnich (zachodniosłowiańskim odpowiednikiem była obiata), pochodzi od prasłowiańskiego *žьrti („poświęcać”) + *-ьcь, z praindoeuropejskiego *gʷerH- („chwalić”), ze wspólnym źródłosłowem z łacińskim gratis, pokrewne z litewskim girti („sławić”) oraz sanskryckim gir („śpiew pochwalny”).
Termin „żertwa” stosowany jest też podczas gry w warcaby, jako poświęcenie pionka dla późniejszych korzyści.